# Andrij Deščycja
Andrij Deščycja (ukr. Андрій Богданович Дещиця); (selo Spasiv, Pervjatiči, Lavovska oblast, 22. rujna 1965.); ukrajinski diplomat, izvanredni i opunomoćeni veleposlanik, političar, ministar vanjskih poslova Ukrajine od 27. veljače 2014. godine do 19. lipnja 2014.
Osim ukrajinskog, govori engleski, ruski i poljski.
Rodio se je 1965. u selu Spasivu u Ukrajini. 1989. završio je studij na Lavovskom sveučilištu. 1995. završio je studij na Albertskom sveučilištu u kanadskom Edmontonu.

## Vanjske poveznice
- Životopis Andrija Deščycje  Arhivirana inačica izvorne stranice od 27. ožujka 2014. (Wayback Machine) Ministarstvo vanjskih poslova Republike Ukrajine (eng.)
- Ukaz predsjednika Ukrajine br.12/2009. (ukr.)